# Skoträd

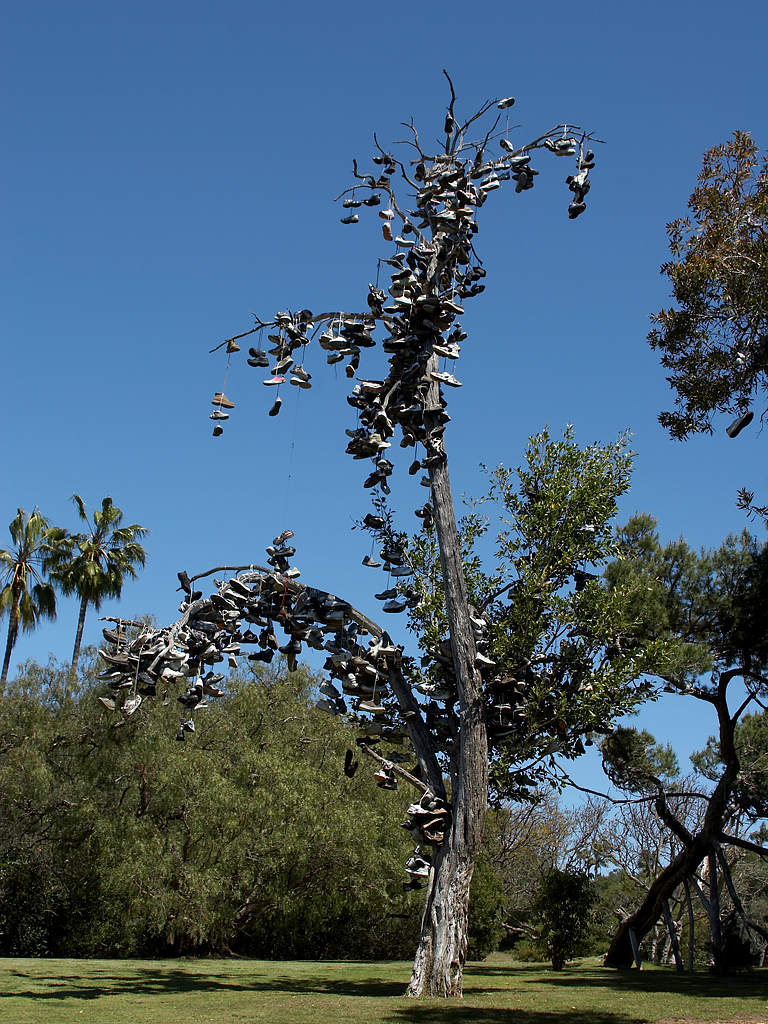
Skoträdet i Morley Field, San Diego.

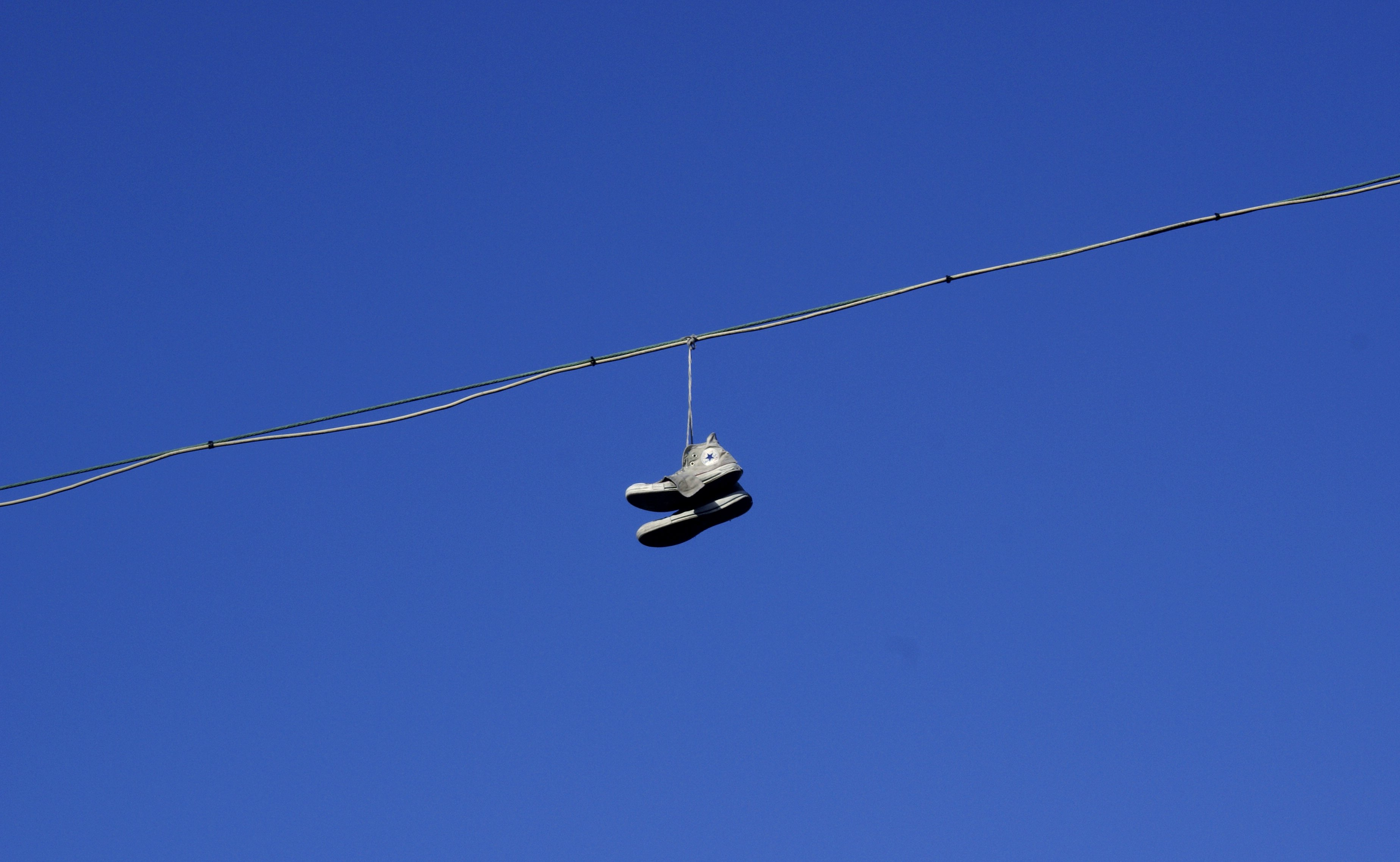
Skor i en telefonledning i Göteborg.

Skoträd (engelska: Shoe trees) är en lek, ett practical joke eller en konstform där man kastar upp skor i ett specifikt träd. Främst känt i USA, även om det finns svenska exempel.